# Družina Eos
 Družina Eos  je pomembna družina asteroidov. Verjetno je nastala v daljni preteklosti s trkom. Člani družine imajo podobne tirnice. Družina ima ime po asteroidu 221 Eosu.

Člani družine imajo velike polosi med 2,99 in 3,03 a.e., izsrednosti med 0,01 in 0,13, naklone tira med 8 in 12 °. Trenutno je znanih 480 članov. 